# Königreich Zululand
Das Königreich Zululand (auf Zulu: Wene wa Zulu) war ein Zulustaat im Norden der heutigen Provinz KwaZulu-Natal in Südafrika. Es existierte als staatliche Einheit von 1816 bis zur Eingliederung in die Kolonie Natal im Jahre 1897. Das Königtum der Zulu selbst existiert bis heute.

## Geographie

Lage des südlichen Zululands

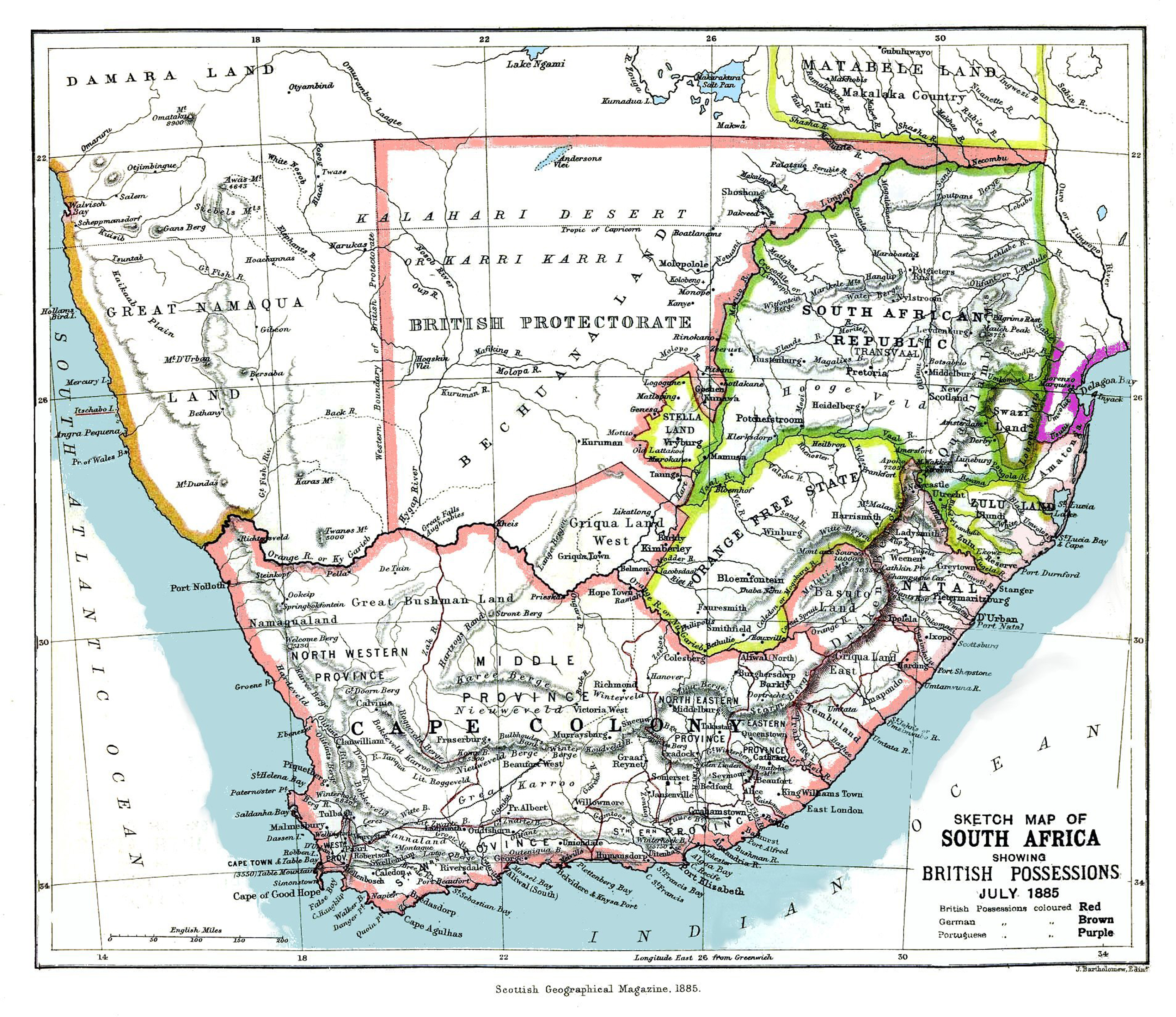
Karte des südlichen Afrika von 1885, das Königreich Zululand ganz im Osten

Das Königreich Zululand erstreckte sich von den Flüssen Tugela im Süden zum Pongola im Norden. Im Westen wurde es durch den Oranje-Freistaat begrenzt, im Osten durch den Indischen Ozean.

## Geschichte
Zululand entstand zwischen 1816 und 1820 aus der Mthethwa-Konföderation durch die Vereinigung der Zulu-Clans unter König Shaka. Um 1824 umfasste das Königreich Zululand rund 250.000 Einwohner und etwa 20.000 km². Seine Armee war auf 20.000 Krieger angewachsen. Nach Shakas Ermordung 1828 wurde sein Halbbruder Dingane König. In der Schlacht am Blood River wurde dieser durch den Burenführer Andries Pretorius am 16. Dezember 1838 geschlagen, die Hauptstadt uMgungundlovu wurde vier Tage später zerstört.
Seine staatliche Unabhängigkeit endete 1879 mit der Niederlage der Zulu gegen die Briten im Zulukrieg. Im November 1884 schloss der deutsche Reisende August Einwald im Namen des Kaufmanns Adolf Lüderitz mit dem König Dinizulu einen Vertrag, der Deutschland einen lokalen Gebietsanspruch an der Santa-Lucia-Bucht sichern sollte. Im Zuge eines Ausgleichs mit Großbritannien wurde der Anspruch aber im Mai 1885 endgültig fallengelassen, als sich die Briten auf einen schon 1843 geschlossenen Vertrag  beriefen. 1887 wurde das formal noch immer unabhängige Zululand britisches Protektorat und 1897 Teil der Kolonie Natal. Im April 1906 kam es unter Bambatha kaManczinza, Häuptling des Zondi-Clans, zur letzten Erhebung von Teilen der Zulu gegen die Briten. Das Königtum der Zulu selbst existiert bis heute, es stellt aber keine staatliche Einheit mehr dar.

## Herrscher
- Shaka ka Senzangakhona, Sohn des Senzangakhona und Halbbruder von Siguyana, König von 1816 bis 1828
- Dingane ka Senzangakhona, Sohn des Senzangakhona und Halbbruder von Shaka, König von 1828 bis 1840
- Mpande ka Senzangakhona, Sohn des Senzangakhona und Halbbruder von Shaka und Dingane, König von 1840 bis 1872
- Cetshwayo ka Mpande, Sohn des Mpande, König von 1872 bis 1884
- Dinuzulu ka Cetshwayo, Sohn des Cetshwayo ka Mpande, König von 1884 bis 1913, zeitweise verbannt
- Solomon ka Dinuzulu (1891–1933), Sohn des Dinuzulu ka Cetshwayo, König von 1913 bis 1933
- Cyprian Bhekuzulu ka Solomon (4. August 1924 bis 17. September 1968), Sohn des Solomon ka Dinuzulu, König von 1933 bis 1968
- Goodwill Zwelethini kaBhekuzulu, Sohn des Cyprian Bhekuzulu ka Solomon, 1968–2021[3]
- Misuzulu Zulu, Sohn des Goodwill Zwelethini kaBhekuzulu, seit 2021